# Леце
Леце је насеље у Србији у општини Медвеђа у Јабланичком округу. Према попису из 2022. било је 207 становника. Надомак насеља налази се и истоимени рудник.

## Демографија
У насељу Леце живи 299 пунолетних становника, а просечна старост становништва износи 43,9 година (39,7 код мушкараца и 47,8 код жена). У насељу има 138 домаћинстава, а просечан број чланова по домаћинству је 2,51.
Ово насеље је великим делом насељено Србима (према попису из 2002. године), а у последња три пописа, примећен је пад у броју становника.
|  |

| Демографија | Демографија | Демографија |
| Година      | Становника  | Становника  |
| ----------- | ----------- | ----------- |
| 1948.       | 502         |             |
| 1953.       | 648         |             |
| 1961.       | 867         |             |
| 1971.       | 813         |             |
| 1981.       | 544         |             |
| 1991.       | 503         | 502         |
| 2002.       | 347         | 349         |
| 2011.       | 283         |             |
| 2022.       | 207         |             |

| Етнички састав према попису из 2002.‍ | Етнички састав према попису из 2002.‍ | Етнички састав према попису из 2002.‍ | Етнички састав према попису из 2002.‍ | Етнички састав према попису из 2002.‍ |
| ------------------------------------ | ------------------------------------ | ------------------------------------ | ------------------------------------ | ------------------------------------ |
|                                      |                                      |                                      |                                      |                                      |
| Срби                                 | Срби                                 |                                      | 339                                  | 97,69%                               |
| Црногорци                            | Црногорци                            |                                      | 3                                    | 0,86%                                |
| Муслимани                            | Муслимани                            |                                      | 1                                    | 0,28%                                |
| непознато                            | непознато                            |                                      | 1                                    | 0,28%                                |

| Година пописа     | 1948. | 1953. | 1961. | 1971. | 1981. | 1991. | 2002. |
| ----------------- | ----- | ----- | ----- | ----- | ----- | ----- | ----- |
| Број домаћинстава | 96    | 127   | 217   | 201   | 159   | 164   | 138   |

| Број чланова      | 1  | 2  | 3  | 4  | 5 | 6 | 7 | 8 | 9 | 10 и више | Просек |
| ----------------- | -- | -- | -- | -- | - | - | - | - | - | --------- | ------ |
| Број домаћинстава | 34 | 52 | 12 | 29 | 9 | 2 | 0 | 0 | 0 | 0         | 2,51   |

| Пол    | Укупно | Неожењен/Неудата | Ожењен/Удата | Удовац/Удовица | Разведен/Разведена | Непознато |
| ------ | ------ | ---------------- | ------------ | -------------- | ------------------ | --------- |
| Мушки  | 140    | 48               | 84           | 7              | 0                  | 1         |
| Женски | 166    | 25               | 88           | 43             | 10                 | 0         |
| УКУПНО | 306    | 73               | 172          | 50             | 10                 | 1         |

| Пол    | Укупно                    | Пољопривреда, лов и шумарство | Рибарство                            | Вађење руде и камена | Прерађивачка индустрија       |
| ------ | ------------------------- | ----------------------------- | ------------------------------------ | -------------------- | ----------------------------- |
| Мушки  | 47                        | 4                             | 0                                    | 21                   | 4                             |
| Женски | 34                        | 7                             | 0                                    | 6                    | 1                             |
| УКУПНО | 81                        | 11                            | 0                                    | 27                   | 5                             |
| Пол    | Производња и снабдевање   | Грађевинарство                | Трговина                             | Хотели и ресторани   | Саобраћај, складиштење и везе |
| Мушки  | 0                         | 0                             | 2                                    | 0                    | 1                             |
| Женски | 0                         | 0                             | 2                                    | 0                    | 1                             |
| УКУПНО | 0                         | 0                             | 4                                    | 0                    | 2                             |
| Пол    | Финансијско посредовање   | Некретнине                    | Државна управа и одбрана             | Образовање           | Здравствени и социјални рад   |
| Мушки  | 0                         | 2                             | 2                                    | 4                    | 0                             |
| Женски | 0                         | 5                             | 0                                    | 6                    | 3                             |
| УКУПНО | 0                         | 7                             | 2                                    | 10                   | 3                             |
| Пол    | Остале услужне активности | Приватна домаћинства          | Екстериторијалне организације и тела | Непознато            | Непознато                     |
| Мушки  | 0                         | 0                             | 0                                    | 7                    | 7                             |
| Женски | 1                         | 0                             | 0                                    | 2                    | 2                             |
| УКУПНО | 1                         | 0                             | 0                                    | 9                    | 9                             |